# Депардьё, Элизабет
Элизабет Депардьё (фр. Élisabeth Depardieu; при рождении Элизабет Доминик Люси Гиньо, фр. Élisabeth Dominique Lucie Guignot; 5 августа 1941) — французская актриса. Кавалер ордена Почётного легиона (2008).
Родилась в Париже, происходит из древнего аристократического рода. Училась у Жана-Лорана Коше вместе с Жераром Депардьё. Вышла замуж за последнего 11 апреля 1970 года. В этом браке родила двоих детей — Гийома и Жюли. Снялась с мужем в таких фильмах, как Тартюф (1984), Жан де Флоретт (1986), Мальчишка (1990). В 1996 году Жерар и Элизабет Депардьё развелись.

## Фильмография
- Это моё тело / Ceci est mon corps (2001)
- Невинный / Innocent
- Признания невиновного / Les Aveux de l’innocent
- Сорванец / Le Garçu
- Жан де Флоретт / Jean de Florette
- Манон с источника / Manon des sources
- Умирают только дважды / On ne meurt que deux fois
- Тартюф / Le Tartuffe
- Река надежды / La Riviere Esperance